# 地榆
地榆（学名：Sanguisorba officinalis）是蔷薇科地榆属的植物。别名“菗”（切，音同「綢」）、“黄爪香”、“玉札”等。
食用一般春夏季采集嫩苗、嫩莖葉或花穗 ，用沸水燙後换清水浸泡 ，去掉苦味，一般用于炒食、做湯和醃菜，也可做沙拉，因其具有黄瓜清香，做湯時放幾片地榆葉更加鲜美；還可將其浸泡在啤酒或清凉飲料裡增加風味。
藥用功能主治:地榆根入藥，性微寒、味苦。現代醫學研究證明：地榆具有止血凉血、清熱解毒 、收斂止瀉及抑制多種致病微生物和腫瘤的作用 ，可治療吐血、血痢、燒灼傷、濕疹、上消化道出血、潰瘍病大出血、便血、崩漏、结核性膿瘍及慢性骨髓炎等疾病 。

## 形态
多年生草本，高50～150厘米。茎直立，有细棱，无毛，上部分枝。奇数羽状复叶；小叶通常4～6对，小叶片卵圆形或长圆状卵形，先端尖或钝圆，基部近心形，边缘有具芒尖的粗锯齿。花小，密集成近球形或短圆柱形的穗状花序，数个疏生于茎顶，花序长1～4厘米，暗紫红色花萼；每小花有2膜质苞片；无花瓣；子房上位。瘦果暗棕色，包藏于宿存的萼筒内，有四棱，被细毛。花期及果期6～9月。

## 分布
分布在亚洲北温带、广布于欧洲以及中国大陆的山东、浙江、湖北、甘肃、内蒙古、河南、河北、广西、贵州、辽宁、江西、山西、江苏、黑龙江、西藏、四川、陕西、吉林、湖南、新疆、青海、云南、安徽等地，生长于海拔30米至3,000米的地区。
常生于灌丛中、山坡草地、草原、草甸及疏林下，目前尚未由人工引种栽培。

## 异名
- Sanguisorba formosana Hayata
- Sanguisorba glandulosa Kom.
- Sanguisorba grandiflora (Maxim.) Makino
- Sanguisorba officinalis L. var. carnea (Fisch.) Regel et Maxim.
- Sanguisorba officinalis L. var. dilutiflora (Kitag.) Liou et C. Y. Li
- Sanguisorba officinalis L. var. glandulosa (Kom.) Worosch.
- Sanguisorba officinalis L. var. latifolia Liou et C. Y. Li
- Sanguisorba officinalis L. var. longa Kitag.
- Sanguisorba officinalis L. var. longifila (Kitagawa) Yu et Li
- Sanguisorba officinalis L. var. longifolia (Bertol.) Yu et Li
- Sanguisorba officinalis L. var. microcephala Kitag.

## 延伸阅读
[在维基数据编辑]
 《欽定古今圖書集成·博物彙編·草木典·地榆部》，出自陈梦雷《古今圖書集成》
 《植物名實圖考·地榆》，出自吳其濬《植物名實圖考》